# Erich Stoschek
Erich Stoschek (* 14. Februar 1903 in Bukau, heute Buków, Polen; † 5. Februar 1985 in Achim) war ein deutscher Speerwerfer.
Bei den Olympischen Spielen 1928 in Amsterdam schied er in der Qualifikation aus.
Seine persönliche Bestleistung von 63,95 m stellte er am 29. Juni 1930 in Breslau auf. 1928 wurde er Deutscher Meister im beidarmigen Speerwurf.
Erich Stoschek startete für den TV Vorwärts Breslau.